# Manuel Joseph de Quirós
Manuel Joseph de Quirós (* ca. 1690; † 1765) war ein guatemaltekischer Komponist und Kapellmeister.

## Leben
Manuel Joseph de Quirós wurde in Santiago de Guatemala (heute Antigua Guatemala), der damaligen Hauptstadt Mittelamerikas, geboren. Seine musikalische Ausbildung erhielt er als Lehrling und später als Geselle in der Kathedrale. Später wurde er in den Franziskanischen Orden aufgenommen. Er verwaltete den Verlag der Franziskaner in seiner Vaterstadt, wo er bedeutende theologische und philosophische Werke herausgab, bis er am 7. März 1738 von Bischof Pedro Pardo de Figueroa (1683–1751) zum Kapellmeister der Kathedrale ernannt wurde. Dieses Amt sollte er bis zu seinem Tode 1765 ausüben. Im November 1745, als das Bistum Guatemala zum Erzbistum erhoben wurde, leitete Quirós die musikalische Gestaltung der Festlichkeiten. Sein Ruhm drang bis über die Grenzen des Reiches (des sogenannten Reyno de Guatemala); er erhielt als erster Komponist der Neuen Welt eine hervorragende Kritik, und zwar von Antonio de Paz y Salgado in einer 1747 in Mexiko-Stadt veröffentlichten Publikation. Unter seinen Lehrlingen und Gesellen trat besonders sein Neffe Rafael Antonio Castellanos hervor, der nach dem Tode von Quirós auch sein Nachfolger als Kapellmeister der Kathedrale wurde. Als Komponist pflegte Quirós den spanischen Barockstil, mit zahlreichen Villancicos für die einzelnen Feste des katholischen Kirchenjahrs, sowohl als auch liturgischen Kompositionen über lateinische Texte.

## Werke
Villancicos in Spanisch:
- ¡Qué bien!
- ¡Ay Jesús!
- Hoy que las sacras aras
- Vagelillo que al viento
- Jesús, Jesús y lo que subes
- A el pan de los cielos den adoraciones
- Yo la tengo de cantar
- Ay niña bella
- Venid, venid a las aras de Dios y de Juan
- Oigan los triunfos
- Joseph Antonio, tus dos nombres
- Clarines suaves
- Un hombre Dios
- Oygan una xacarilla
- Cantad jilguerillos
- Oh admirable sacramento
- Digo a Siola Negla (1736)
- Luz a luz, y gracia a gracia
- Jesuclisa Magdalena (1745)
- Pues que de Pascuas estamos (1745)
- Vengo turo Flaciquillo (1746)
- Amotinados los negros
- Lucid fragante Rosa
- Cándidos cisnes

Werke über lateinische Texte:
- Sanctus Deus
- Cor mundum
- Liberame
- Auditi meo
- Iod manum suam
- Parce mihi Domine
- Laudate pueri Dominum